# Mongol férfi jégkorong-válogatott
A mongol férfi jégkorong-válogatott Mongólia nemzeti csapata, amelyet a Mongol Jégkorongszövetség (mongolul: Монголын Хоккейн Холбоо; magyar átírásban: Mongolin Hokkejn Holboo) irányít. Első mérkőzésüket 1999. január 31-én játszották. 2007-ben csatlakoztak a nemzetközi mezőnyhöz, amikor részt vettek a divízió III-as világbajnokságon és a legjobb helyezésüket is ekkor érték el, amikor a 45. helyen (5. hely a divízió III csoportban) végeztek. A 2024-ben megnyerték a divízió IV-es világbajnokságot és feljutottak a divízió III/B csoportba.

## Eredmények

### Világbajnokság
- 1920–1998 – Nem vett részt
- 1999–2006 – Nem vett részt
- 2007 – 45. hely (5. a Divízió III-ban)
- 2008 – 46. hely (6. a Divízió III-ban)
- 2009 – Visszalépett
- 2010 – 48. hely (4. a Divízió III B csoportban)
- 2011 – Visszalépett
- 2012 – 46. hely (6. a Divízió III-ban)
- 2013 – 47. hely (3. a Divízió III selejtezőben)
- 2014–2022 – Nem vett részt
- 2023 – 53. hely (2. a Divízió IV-ben)
- 2024 – 53. hely (1. a Divízió IV-ben)